# Грузинское сельское поселение (Тверская область)
Грузи́нское се́льское поселе́ние — муниципальное образование в составе Торжокского района Тверской области. На территории поселения находятся 25 населённых пунктов.
Центр поселения — деревня Грузины.
Образовано в 2005 году, включило в себя территорию Грузинского сельского округа.
Законом Тверской области от 17 апреля 2017 года № 23-ЗО были преобразованы, путём их объединения, муниципальные образования Грузинское и Пироговское сельские поселения в Грузинское сельское поселение.

## Географические данные
- Общая площадь: 90,6 км²
- Нахождение: центральная часть Торжокского района
  - Граничит:
    - на севере — с городом Торжок
    - на северо-востоке — с Мирновским СП
    - на юге — с Пироговским СП
    - на западе — с Борисцевским СП.

По северной и восточной границе поселения протекает река Тверца, по западной границе проходит железная дорога «Лихославль—Ржев». Автодорога «Торжок—Высокое—Берново—Старица» пересекает поселение с севера на юг.

## Население
По переписи 2002 года — 1425 человек, на 01.01.2008 — 1417 человек.
Национальный состав: русские.

## Населённые пункты
На территории поселения находятся следующие населённые пункты:

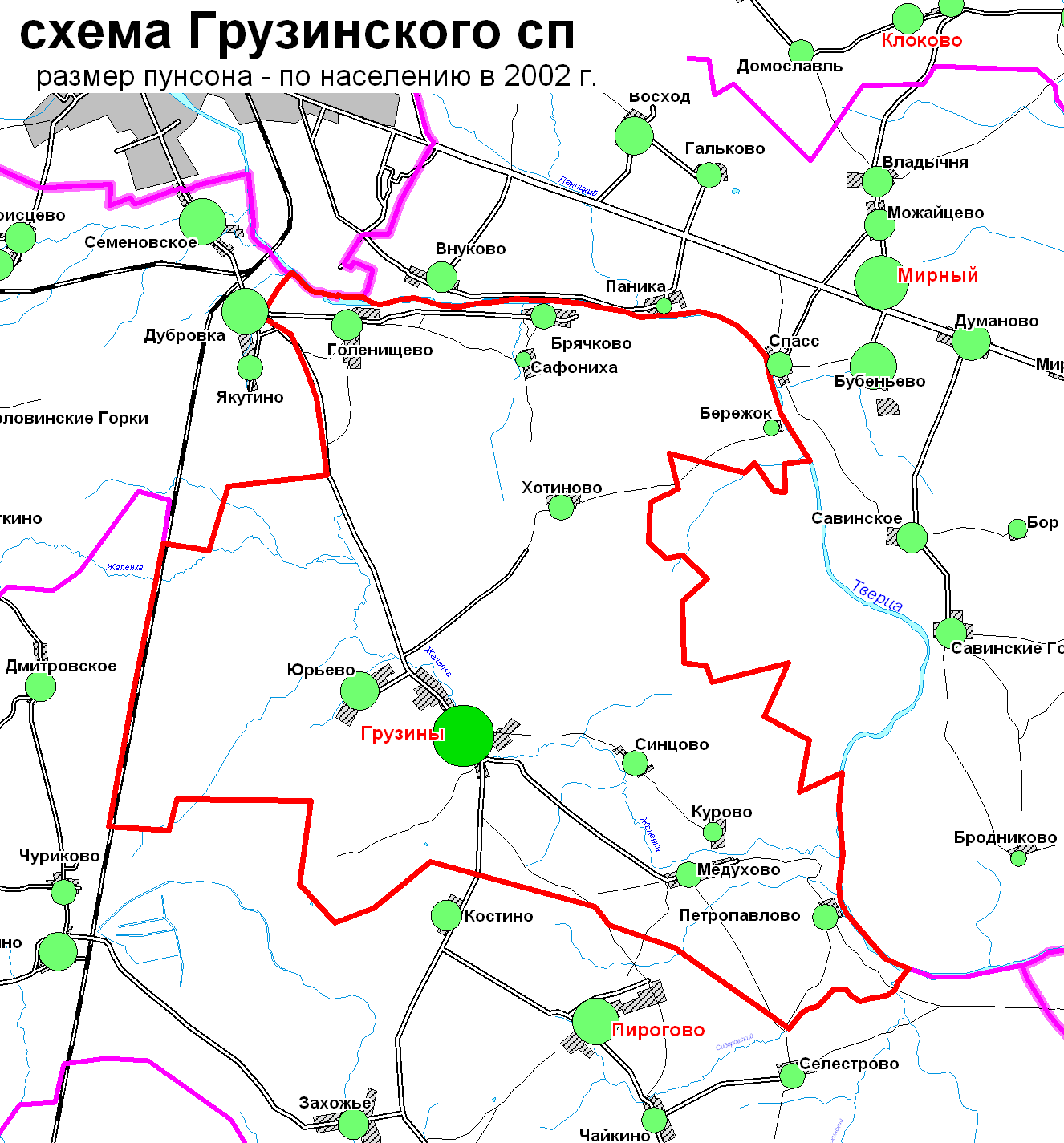
Схема Грузинского сп

| Тип  | Название     | Население | Население | Население |
| Тип  | Название     | 1996      | 2002      | 2008      |
| ---- | ------------ | --------- | --------- | --------- |
| дер. | Грузины      | 1260      | 1114      | 1118      |
| дер. | Бережок      | 0         | 3         | 1         |
| дер. | Брячково     | 23        | 27        | 21        |
| дер. | Голенищево   | 88        | 71        | 75        |
| дер. | Курово       | 6         | 8         | 4         |
| дер. | Медухово     | 45        | 36        | 25        |
| село | Петропавлово | 6         | 14        | 5         |
| дер. | Сафониха     | 6         | 3         | 6         |
| дер. | Синцово      | 14        | 17        | 14        |
| дер. | Хотиново     | 5         | 18        | 5         |
| дер. | Юрьево       | 121       | 114       | 143       |

## История
В XI—XIV вв. территория поселения относилась к Новгородской земле и составляла часть «городовой волости» города Торжка (Нового Торга).
В XV веке присоединена к Великому княжеству Московскому.
- После реформ Петра I территория поселения входила[3]:
  - в 1708—1727 гг. в Санкт-Петербургскую (Ингерманляндскую 1708—1710 гг.) губернию, Тверскую провинцию,
  - в 1727—1775 гг. в Новгородскую губернию, Тверскую провинцию, Новоторжский уезд,
  - в 1775—1796 гг. в Тверское наместничество, Новоторжский уезд,
  - в 1796—1929 гг. в Тверскую губернию, Новоторжский уезд,
  - в 1929—1935 гг. в Московскую область, Новоторжский район,
  - в 1935—1963 гг. в Калининскую область, Новоторжский район,
  - в 1963—1990 гг. в Калининскую область, Торжокский район,
  - с 1990 в Тверскую область, Торжокский район.

В середине XIX-начале XX века деревни поселения относились к Грузинской и Новоторжской волостям Новоторжского уезда.